# David Vaughn (cestista 1973)
David Vaughn III (Tulsa, 23 marzo 1973) è un ex cestista statunitense, professionista nella NBA e in Europa.
Anche il padre, David jr., è stato un cestista professionista.

## Carriera
Nato a Tulsa, in Oklahoma, Vaughn frequentò la Whites Creek High School nel Tennessee, venendo premiato come All-USA First-Team da USA Today. Dopo avere giocato all’Università di Memphis , fu scelto dali Orlando Magic nel corso del primo giro (25º assoluto) del Draft NBA 1995. Giocò per quattro stagioni nella NBA, con i Magic, I Golden State Warriors, i Chicago Bulls e i New Jersey Nets. Complessivamente disputò 118 partite, con 341 punti segnati.
Dopo avere lasciato la NBA, Vaughn giocò in Europa, prima di fare ritorno a Orlando. Avendo risparmiato pochi soldi durante la sua carriera professionistica, in seguito lavorò come operaio e nel 2008 giunse a dormire nella sua auto. Nel 2009 i suoi amici organizzarono per lui una racconta fondi. “Ho comprato case troppo grandi e troppe auto di lusso. Vorrei avere vissuto più semplicemente poiché ora starei meglio. […] Apprezzo le persone che si sono fatte avanti. Mi aiuterà a rimettere in sesto la mia vita.” disse in un’intervista.

## Statistiche

### College
| Anno      | Squadra        | PG | PT | MP   | TC%  | 3P%  | TL%  | RP   | AP  | PRP | SP  | PP   |
| --------- | -------------- | -- | -- | ---- | ---- | ---- | ---- | ---- | --- | --- | --- | ---- |
| 1991-1992 | Memphis Tigers | 34 | 34 | 28,2 | 51,3 | 0,0  | 76,1 | 8,3  | 0,7 | 0,8 | 1,7 | 13,4 |
| 1992-1993 | Memphis Tigers | 1  | 1  | 21,0 | 36,4 | 100  | -    | 8,0  | 2,0 | 0,0 | 0,0 | 10,0 |
| 1993-1994 | Memphis Tigers | 28 | 28 | 34,6 | 49,6 | 33,3 | 75,7 | 12,0 | 1,1 | 1,2 | 3,8 | 16,6 |
| 1994-1995 | Memphis Tigers | 29 | 24 | 29,9 | 45,0 | 29,4 | 72,9 | 9,6  | 1,0 | 0,8 | 2,4 | 12,9 |
| Carriera  | Carriera       | 92 | 87 | 30,6 | 48,6 | 33,3 | 74,9 | 9,8  | 0,9 | 0,9 | 2,6 | 14,2 |

### NBA

#### Regular Season
| Anno      | Squadra       | PG  | PT | MP   | TC%  | 3P% | TL%  | RP  | AP  | PRP | SP  | PP  |
| --------- | ------------- | --- | -- | ---- | ---- | --- | ---- | --- | --- | --- | --- | --- |
| 1995-1996 | Orlando Magic | 33  | 0  | 8,1  | 33,8 | 0,0 | 55,6 | 2,4 | 0,2 | 0,2 | 0,5 | 1,9 |
| 1996-1997 | Orlando Magic | 35  | 6  | 8,5  | 43,1 | -   | 63,3 | 2,7 | 0,2 | 0,2 | 0,4 | 2,3 |
| 1997-1998 | G.S. Warriors | 22  | 0  | 14,6 | 40,4 | 0,0 | 64,7 | 4,6 | 0,8 | 0,5 | 0,3 | 5,2 |
| 1997-1998 | Chicago Bulls | 3   | 0  | 2,0  | 100  | -   | 50,0 | 0,3 | 0,0 | 0,0 | 0,0 | 1,3 |
| 1997-1998 | N.J. Nets     | 15  | 2  | 10,7 | 57,6 | -   | 66,7 | 3,3 | 0,1 | 0,3 | 0,3 | 2,9 |
| 1998-1999 | N.J. Nets     | 10  | 0  | 10,3 | 54,2 | -   | 80,0 | 3,4 | 0,1 | 0,2 | 0,8 | 3,4 |
| Carriera  | Carriera      | 118 | 8  | 9,8  | 42,3 | 0,0 | 63,8 | 3,1 | 0,3 | 0,3 | 0,4 | 2,9 |

#### Playoffs
| Anno     | Squadra   | PG | PT | MP  | TC% | 3P% | TL% | RP  | AP  | PRP | SP  | PP  |
| -------- | --------- | -- | -- | --- | --- | --- | --- | --- | --- | --- | --- | --- |
| 1998     | N.J. Nets | 1  | 0  | 1,0 | -   | -   | -   | 0,0 | 0,0 | 0,0 | 1,0 | 0,0 |
| Carriera | Carriera  | 1  | 0  | 1,0 | -   | -   | -   | 0,0 | 0,0 | 0,0 | 1,0 | 0,0 |

## Palmarès
- McDonald's All-American Game (1991)